# Eugene Gire
Eugène Giroud, noto anche con lo pseudonimo di Eugène Gire o Eu. Gire (Ardèche, 16 gennaio 1906 – Evreux, 23 novembre 1979), è stato un fumettista, sceneggiatore e illustratore francese.

## Biografia
Iniziò la sua carriera come fumettista e illustratore umoristico nel 1937 che termino nel1939 presso la Casa editrice di Parigi L'Épatant  e successivamente nel 1940 con l'Almanac Vermot. Lavorò anche per diverse riviste prima della guerra e poi sotto l'occupazione nazista a Le Téméraire. Nel 1941 iniziò a collaborare per la realizzazione delle tavole del fumetto di Toto Tourbillon, poi nel 1943 collaboro nei contenuti di Hardi Les Gars. Nel 1945 inizio a lavorare con Editions Vaillant, per realizzare Le avventure di R. Hudi Junior (pubblicate in Italia con il titolo Nitro figlio e Bistek dal n° 13 al n° 21 della rivista Il Moschettiere del 1947, poi nella rivista Pioniere dei ragazzi dal n° 25 al n°34/35 del 1947e infine nella rivista Noi Ragazzi dal n° 1 del1948 al 1949.
Successivamente si impegno con Vaillant alla serie umoristica di fumetti dl nome La Pension Radicelle, fu molto ispirato anche dalle serie Bibi e Bibo, Kam e Rah, e A. Bâbord e Père O.K.. 
Negli anni successivi alla fine della 2ª guerra mondiale la sua carriera decollò. Nel 1946 collaborò con Vaillante le Journal des Fillettes (Vaillante il giornale delle ragazze), dove adattava al fumetto Alice nel paese delle meraviglie, realizzò anche vari racconti per S.A.E.T.L. (Société anonyme d'editions tecniche e littéraires). Nel 1947  per la rivista di Bob et Bobette disegnò il Corsair volante e la Poste 304 in Bob et Underpants. Dal 1948 al 1951 lavorò con la "Collection Hurrah!" (avventure di Zorro e western), poi nel 1952, subentrò al Maestro dei Corsari e animò il Premier Exploit del giovane Tourville nel Corsaro. Nel 1954 prese la direzione di Jim Ouragan, pubblicato su Red Canyon e Ouragan.
Lavorò anche nei piccoli formati di Mon journal con il capitano Vir de Bor che successivamente l'opera sarà portata avanti da suo figlio Michel-Paul Giroud. Collaborò su Jean Tambour e Le Messager du roy Henri e infine sviluppo e illustro Jim Ouragan per l'editore Artima.
Si ritirò a vita privata nel 1967 per malattia e morì nel 1979 a Evreux (Eure)